# كأس الاتحاد الإنجليزي 1878–79
كأس الاتحاد الإنجليزي 1878–79 (بالإنجليزية: 1878–79 FA Cup)‏ هو الموسم 8 من  كأس الاتحاد الإنجليزي. أقيم خلال الفترة 2 أكتوبر 1878 وحتى 29 مارس 1879، وكان عدد الأندية المشاركة فيه  43، وفاز فيه Old Etonians F.C. ‏.